# Archara
Archara (ryska Архара) är en stad i länet Amur oblast i Ryssland. Den ligger ungefär 530 kilometer norr om Blagovesjtjensk, och ligger i närheten av floden Archara. Den är huvudort för Archara rajon och folkmängden uppgår till cirka 9 000 invånare.